# Kostomlaty pod Milešovkou
Kostomlaty pod Milešovkou é uma comuna checa localizada na região de Ústí nad Labem, distrito de Teplice.